# Shreve, Lamb and Harmon
Shreve, Lamb and Harmon est un cabinet d'architectes américain fondé en 1920 par Richmond Harold Shreve, William Lamb à New York, rejoints en 1929 par Arthur Loomis Harmon . Elle est célèbre pour avoir conçu l'Empire State Building à New York.
L'agence a conçu une douzaine de gratte-ciel aux États-Unis jusque dans les années 1970.

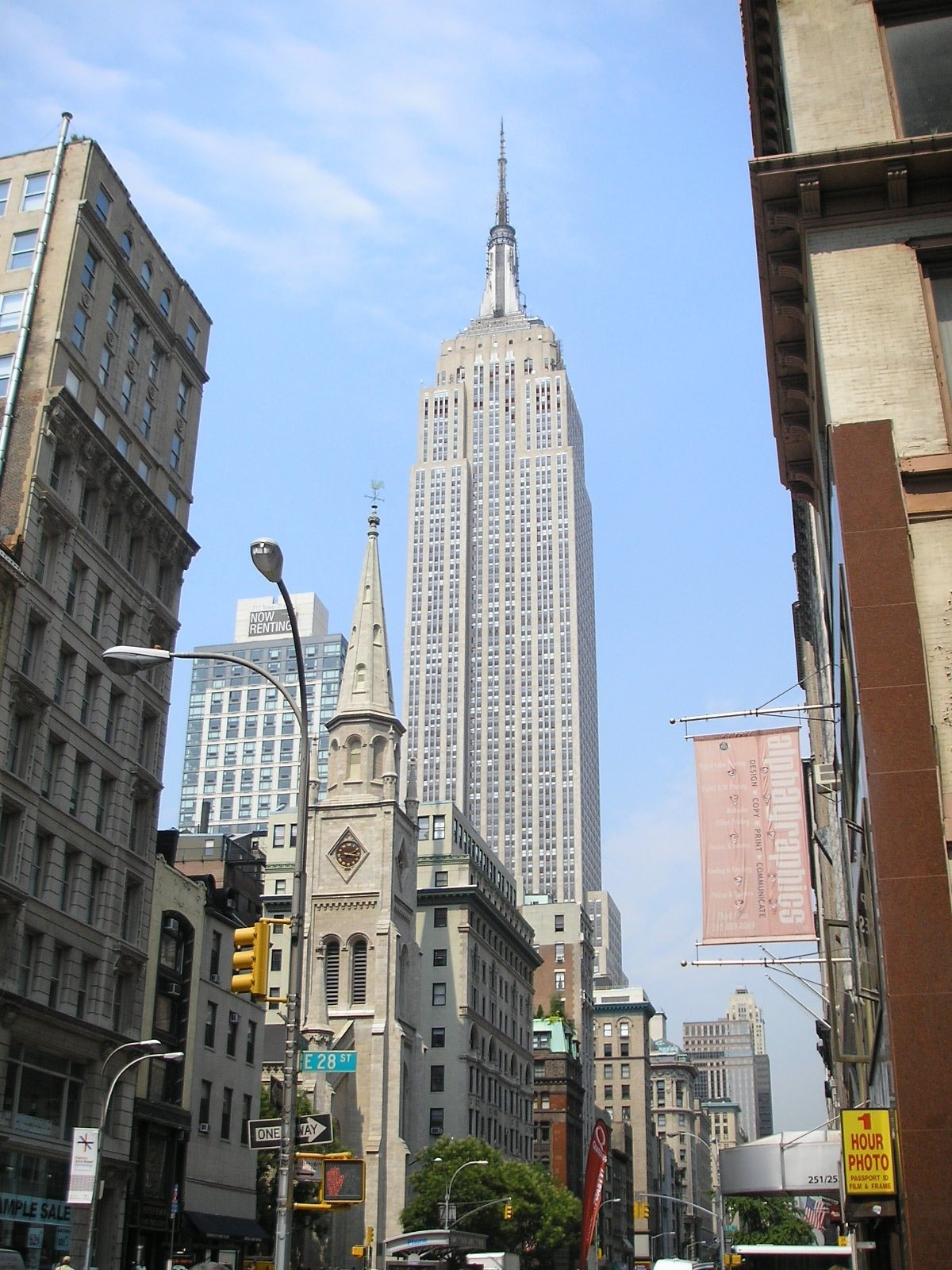
Empire State Building

- Lefcourt National Building,  New York, 1929
- Empire State Building, New York, 1931
- 500 Fifth Avenue, New York, 1931
- Mutual of New York Building, New York, 1950
- 3 Park Avenue, New York, 1975

Cc